# Aiko (chanteuse tchèque)
Pour les articles homonymes, voir Aiko.
Alena Shirmanova-Kostebelova, née le 26 décembre 1999, connue sous son nom de scène Aiko, est une auteure-compositrice-interprète tchèque actuellement basée à Brighton, en Angleterre. Elle représente la République tchèque au Concours Eurovision de la chanson 2024 avec la chanson Pedestal.

## Jeunesse
Alena Shirmanova-Kostebelova est née à Moscou, en Russie. Peu de temps après, elle déménage avec sa famille à Karlovy Vary, en République tchèque, où elle grandit,.

## Carrière
En 2015, Shirmanova participe à la saison 4 de l'émission de télé-réalité Česko Slovenská SuperStar. Elle déménage ensuite au Royaume-Uni pour poursuivre une carrière musicale, s'installant d'abord à Londres puis à Brighton. Sous le nom de scène Aiko, elle sort son premier album éponyme en 2018, suivi de Expiration Date en 2020 avec sort son premier single Hunt,,.
Elle est la première artiste tchèque à apparaître sur les écrans de Times Square et la première femme tchèque à participer à la campagne Equal de Spotify. Elle se produit aux festivals Rock for People, ESNS, Metronome Prague, The Great Escape, Grape, Nouvelle Prague, Sziget et Waves Vienne, et suit Alice Merton, Black Honey, Lauren Ruth Ward et Tamino dans certaines de leurs tournées en tant que première partie. Certaines de ses chansons sont incluses dans les émissions télévisées Teen Mom et Love Island,.
Aiko sort son troisième album Fortune's Child le 13 octobre 2023. Le 28 novembre 2023, elle est annoncée comme l'une des candidates de la sélection nationale tchèque pour le Concours Eurovision de la chanson 2024, en compétition avec la chanson Pedestal. Le 13 décembre, il est révélé qu'elle a remporté la sélection et qu'elle représente donc la Tchéquie au Concours Eurovision 2024 qui se tient à Malmö en Suède. Elle participe à la deuxième demi-finale du 9 mai, où elle échoue à se qualifier pour la finale du 11 mai. 

## Discographie

### Albums
| Titre           | Détails de l'album                                                         |
| --------------- | -------------------------------------------------------------------------- |
| Aiko            | - Sortie : 25 août 2018 - Formats : Streaming, téléchargement numérique    |
| Expiration Date | - Sortie : 17 juillet 2020 - Formats : Streaming, téléchargement numérique |
| Fortune's Child | - Sortie : 13 octobre 2023 - Formats : Streaming, téléchargement numérique |

### Singles

#### En tant qu'artiste principale
| Titre                   | Année | Album/EP        |
| ----------------------- | ----- | --------------- |
| Hunt                    | 2020  | Expiration Date |
| Power                   | 2021  | Fortune's Child |
| Daughter of the Sun     | 2021  | Fortune's Child |
| Gemini                  | 2021  | Fortune's Child |
| Alter Ego               | 2022  |                 |
| I Want to Be Perfect    | 2022  |                 |
| Restless (avec Boy Jr.) | 2022  | Fortune's Child |
| Instinct                | 2023  |                 |
| Lucky Strike            | 2023  | Fortune's Child |
| Pedestal                | 2023  | Fortune's Child |

#### En tant qu'artiste invitée
| Célibataire                            | Année |
| -------------------------------------- | ----- |
| Why Don't You (Ivo Blahunek avec Aiko) | 2023  |